# 園田学園中学校・高等学校
園田学園中学校・高等学校（そのだがくえんちゅうがっこう・こうとうがっこう）とは、兵庫県尼崎市南塚口町一丁目にある私立女子中学校・高等学校。学校法人園田学園が運営する。
テニス・陸上の強豪校であり、テニス部は全国最多計18回（総体6回・選抜12回）の優勝を誇る。
ビームスデザイン®がプロデュースした制服は、「元気さ」と「きちんと感」がテーマ。シャツはブルー・ホワイト・イエローの3色から選べ、ネクタイやリボン、スカートやスラックスなど豊富な組み合わせパターンが楽しめる。

## 高等学校の設置学科・コース
- 普通科
  - 特別進学コース
  - 進学コース
  - 総合コース

## 沿革
- 1938年 - 園田高等女学校として開校
- 1947年 - 学制改革により新制中学校となる
- 1948年 - 同様に新制高等学校となる
- 2026年 - 男女共学化

## クラブ活動

### 運動部
- バレーボール
- テニス
- ソフトボール
- 陸上競技
- バスケットボール
- 水泳
- 卓球
- バドミントン
- ハンドボール
- 剣道
- モダンダンス

### 文化部
- 放送
- 演劇
- コーラス
- 吹奏楽
- 家庭科
- 美術
- 書道
- ESS
- 写真
- バトントワリング
- フォークソング

### 同好会
- 茶道
- 華道
- かるた

## 交通
- 最寄り駅は、塚口駅 (阪急)・塚口駅 (JR西日本)。

## 著名な出身者
- 太田淑子（中学校） - 宝塚歌劇団卒業生、女優、声優
- 飛鳥裕子（高等学校）- 女優
- 伊達公子（高等学校） - プロテニスプレイヤー
- 浅越しのぶ（中学校・高等学校） - 元プロテニスプレイヤー
- 瀧井亜里沙（高等学校） - バスケットボール選手
- 西口真央（高等学校） - 広島テレビアナウンサー

## その他
- センバツや夏の甲子園に沖縄の高校が出場する際は、遠方のため来場できない代表校の応援団に代わって、同部が市立尼崎高校吹奏楽部とともに応援団に加わりチアリーダーを務めるのが恒例となっている。2008年には福岡代表の応援に吹奏楽も参加した。